# Schleswigsche Geest

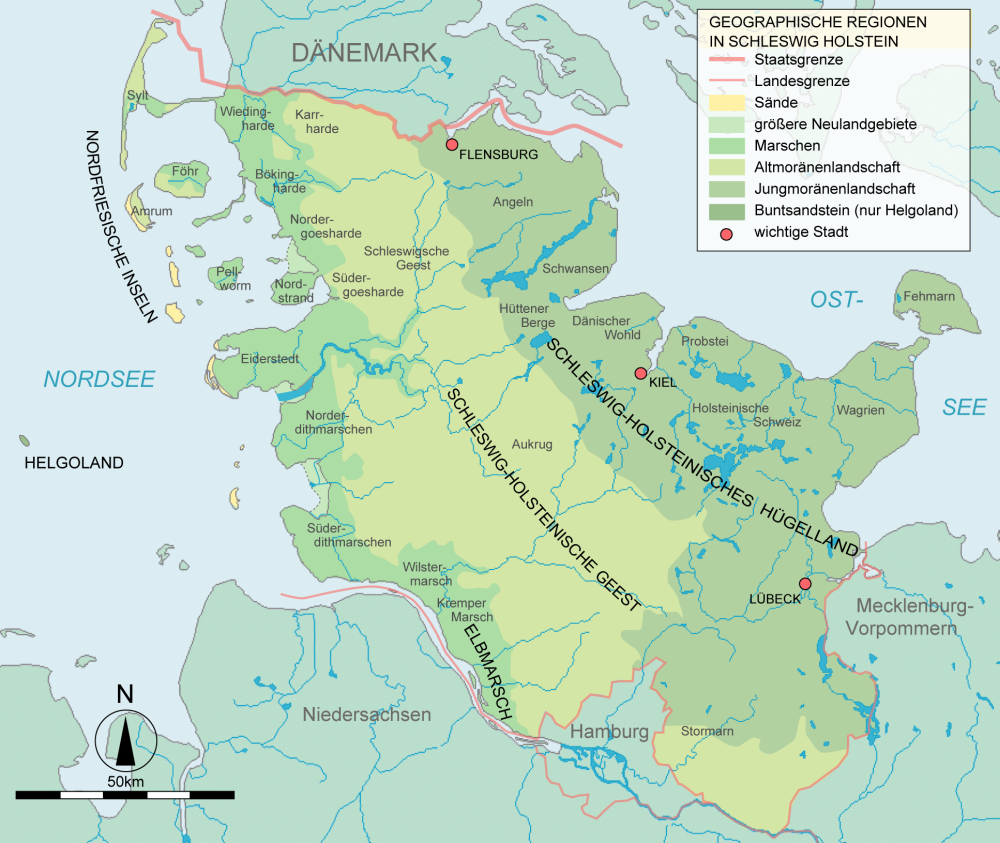
Landschaften in Schleswig-Holstein

Die Schleswigsche Geest (im Dänischen Midtslesvig, Midtsletten oder Slesvigsk Gest), auch „Schleswiger Vorgeest“, bezeichnet eine Region im Norden Schleswig-Holsteins. Sie erstreckt sich zwischen den Marschen Nordfrieslands und dem Hügelland Angelns und Schwansens. Zum Teil gibt es auch Übergangsbereiche wie zum Beispiel Luusangeln. Die Schleswigsche Geest zeichnet sich geologisch durch einen höheren Sandgehalt des Bodens aus. Entsprechend sind die Böden weniger fruchtbar als die des angrenzenden Marsch- oder Hügellandes. Die Geest ist daher auch vergleichsweise dünn besiedelt. Die Schleswigsche Geest ist eine von mehreren Schleswig-Holsteinischen Geestgebieten.
Die Schleswigsche Geest umfasst historisch die Arens-, die Karr-, die Uggel- und die Wiesharde sowie Teile der Goesharden. Die Geest stellte zu keiner Zeit eine administrative Einheit dar, auch fehlte ein mögliches politisches oder wirtschaftliches Zentrum. Größere Orte sind Leck, Jübek und Eggebek. Administrativ erstreckt sich die Schleswigsche Geest heute über die Kreise Nordfriesland, Schleswig-Flensburg und zum Teil Rendsburg-Eckernförde.

## Geschichte & Sprache
Die Geest wurde ab dem 6. Jahrhundert von Dänen und Jüten besiedelt. In Teilen der Goesharden siedelten nach 1100 auch Friesen an. Mit der Geestkolonisation des Königs und Herzogs Friedrich V. wurden im 18. Jahrhundert auch süddeutsche Siedler auf der Geest angesiedelt. Sprachlich war bis ins 19. Jahrhundert noch das Sønderjysk in Form des Mittelschleswigschen verbreitet. Zum Teil wurde noch bis ins 20. Jahrhundert im Raum Viöl Fjoldemål gesprochen. Am Übergang nach Nordfriesland ist zum Teil noch das Nordfriesische zum Beispiel in Form des Karrharder Friesisch verbreitet. Heute sind vor allem Hoch- und Niederdeutsch verbreitet, letzteres in Form des Schleswigischen. Sønderjysk wird zum Teil noch in Grenznähe gesprochen. Unter der dänischen Minderheit hat sich mit dem Sydslesvigdansk eine von der norddeutschen Umgangssprache beeinflusste Form des Standarddänischen entwickelt.
Mit dem Ochsenweg verlief einer der wichtigsten Verkehrswege des nordeuropäischen Raumes durch die Geest. Zwischen der Schlei und der Treene befand sich in der Wikingerzeit vermutlich ebenfalls ein internationaler Handelsweg.

## Siehe weiter auch
- Naturräumliche Großregionen Deutschlands
- Naturräumliche Haupteinheiten Deutschlands
- Liste der naturräumlichen Einheiten in Schleswig-Holstein